# Zjevení Panny Marie ve Fatimě

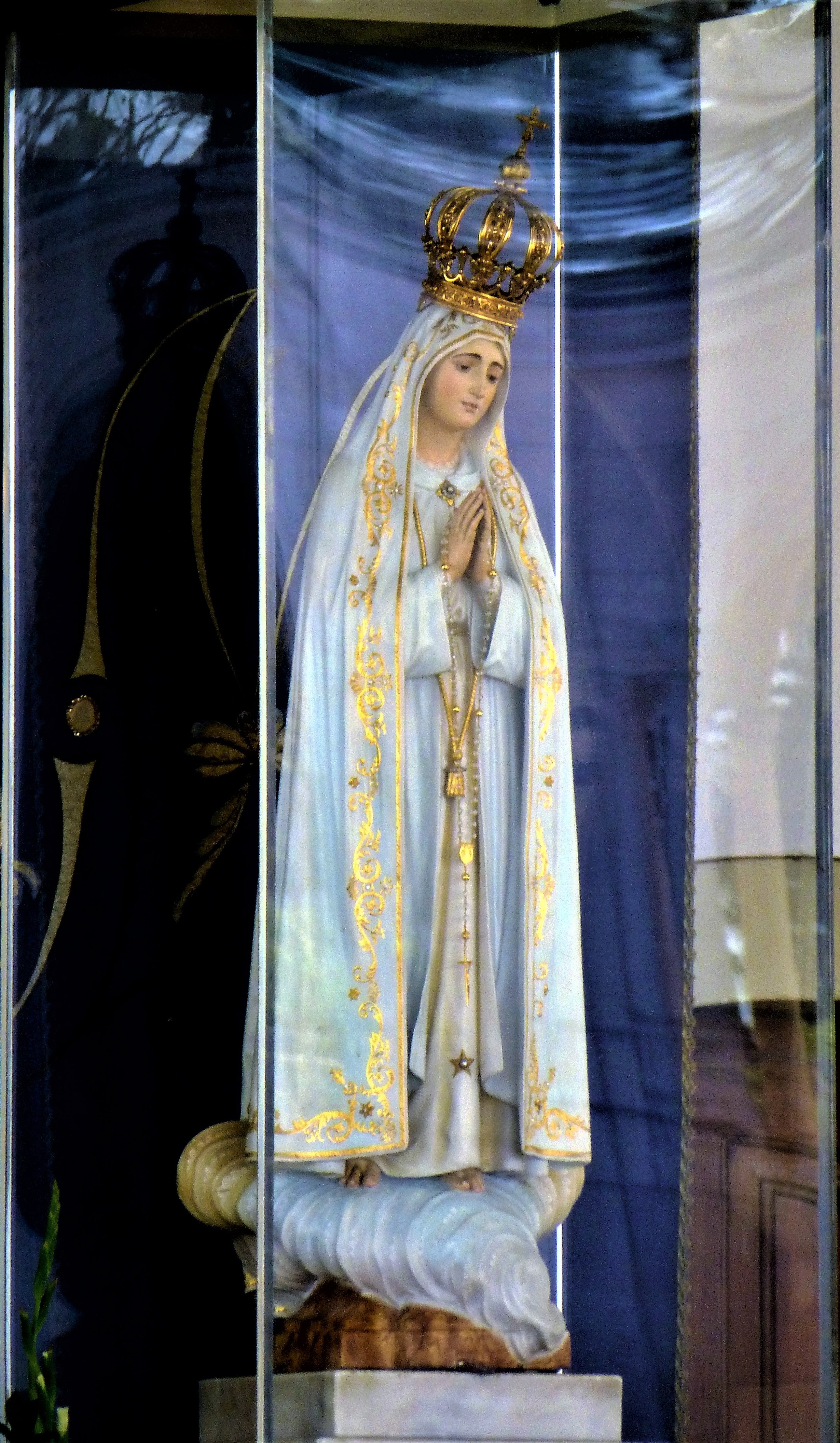
Socha Panny Marie v kapli zjevení ve svatyni Panny Maria Fatimské

Ke zjevení Panny Marie třem malým pasáčkům došlo podle zpráv v portugalském městečku Fatimě opakovaně po dobu šesti měsíců počínaje 13. květnem 1917. Ve zjeveních, jejichž pravost byla v roce 1930 uznána katolickou církví, vybízela Panna Maria děti k modlitbě růžence a svěřila jim tři tzv. fatimská tajemství o utrpení lidí za jimi páchané zlo a jak lze toto utrpení zmírnit. Předem ohlášený tzv. „sluneční zázrak“ při posledním zjevení 13. října vidělo ve Fatimě na 70 tisíc lidí. V souvislosti s těmito zjeveními se používá mariánský titul Panna Maria Fatimská nebo Naše Paní z Fatimy. Ve zjevení se Maria sama nazvala též Královnou posvátného růžence.

## Historie
Od května do října 1917 přinášeli tři malí portugalští pasáčci ovcí – desetiletá Lúcia Santosová (Lucie), její sedmiletá sestřenice Jacinta (Hyacinta) a devítiletý bratranec Francisco (František) Martoovi – svědectví o zjeveních Panny Marie, která měli v polích v dolině Iria u vísky Aljustrel nedaleko města Fatima. Tento zážitek se opakoval každého 13. dne v měsíci přibližně ve stejnou hodinu. Lucie popisovala zjevení Panny Marie jako „jasnější než slunce, vyzařující paprsky světla jasnější a silnější než křišťálový pohár naplněný jiskřivou vodou, kterým pronikají palčivé sluneční paprsky“.
Podle Luciiny zprávy svěřila Panna Maria dětem tři tajemství, známá jako tři fatimská tajemství. Naléhavě děti žádala, aby činily pokání a oběti za spásu hříšníků. Děti si utahovaly kolem pasu provazy, čímž si způsobovaly bolest, v horkých dnech si odříkaly vodu a konaly další kajícné skutky.
Nejnaléhavěji Panna Maria žádala děti, aby se každý den modlily růženec. Opakovaně zdůrazňovala, že růženec je klíčem k osobnímu pokoji i světovému míru. Mnoho mladých Portugalců, včetně příbuzných malých vizionářů, bojovalo tehdy v 1. světové válce.
V následujících měsících proudily do Fatimy a Aljustrelu tisíce lidí, přitahovány zprávami o zjeveních a zázracích. Dne 13. srpna 1917 dal okresní hejtman Arturo Santos, který se obával negativního politického vlivu událostí, děti zadržet a uvěznit je ještě předtím, než mohly dorazit do doliny Iria. Jejich spoluvězni v okresní věznici později vypověděli, že je děti požádaly, aby se společně modlili růženec.
Hejtman Santos děti vyslýchal především ohledně údajných tajemství, ovšem neúspěšně. Zašel dokonce až tak daleko, že dal připravit kotel vroucího oleje, vzal vždy jedno dítě a pod hrozbou, že ho uvaří v oleji, nutil zbývající děti k vyzrazení tajemství. V srpnu se pak Panna Maria místo 13. dne v dolině Iria zjevila 19. srpna v blízkém Valinhos.

### Sluneční zázrak
Při posledním zjevení 13. října 1917 se do doliny Iria vypravilo na 70 tisíc lidí včetně novinářů a fotografů na základě tvrzení dětí, že toho dne se stane zázrak, „aby všichni uvěřili“. Hustě pršelo, ale nespočetné množství pozorovatelů zaznamenalo, že v poledne se mraky roztrhaly a odhalily slunce v podobě matného disku, rotujícího po obloze a zářícího nad celým okolím různými barvami světla. Poté se slunce oddělilo od oblohy a vrhlo se po klikaté dráze k zemi. Nakonec se vrátilo na své místo a lidé, kteří byli předtím promočení, byli zcela suší. Tato událost je známá jako „sluneční zázrak“.
Reportér Avelino de Almeida z listu O Século, napsal: „Před užaslými zraky davu lidí, jejichž vzezření bylo biblické, když stáli s nepokrytými hlavami a dychtivě hleděli k nebi, se slunce chvělo, provádělo náhlé neuvěřitelné pohyby v rozporu se všemi vesmírnými zákony – podle vyjádření většiny lidí ‚tančilo'.“
Oční lékař Domingos Pinto Coelho popsal pro list Ordem událost takto: „Slunce, v jedné chvíli obklopené šarlatovou září, vzápětí zahalené do žluté a nachové barvy, se zdálo nesmírně rychle rotovat, chvílemi jako by se uvolnilo z oblohy a blížilo se k zemi, vyzařujíc silný žár.“
Zvláštní zpravodaj pro vydání lisabonského deníku O Dia dne 17. října 1917 napsal: „…stříbrné slunce, zahalené do závoje bledého světla, se točilo a kroužilo mezi roztrhanými mraky… Světlo přecházelo do nádherné modré barvy, jako by procházelo barevnou vitráží okna v katedrále, a dopadalo na lidi, klečící s napřaženýma rukama… lidé plakali a modlili se s nepokrytými hlavami, přítomni zázraku, na který čekali. Sekundy se zdály být hodinami, jak byly naplněné.“
Podle zpráv, které tehdy zaznamenali básník Afonso Lopes Vieira a učitelka Delfina Lopesová se svými studenty a dalšími svědky ve městě Alburita, byly sluneční úkazy viditelné ze vzdálenosti až čtyřiceti kilometrů. Tři malí pasáčci kromě popisu slunečních úkazů toho dne také vyprávěli o dalších viděních, včetně Ježíše, Panny Marie a svatého Josefa žehnajícího lidem.

#### Pochybnosti o nadpřirozenosti jevu
Pro Sluneční zázrak mají vědci řadu vysvětlení. Ta se sice neopírají o důkazy, ale upozorňují na fakta, která nadpřirozenost jevu zpochybňují. Ne všichni svědci uvedli, že viděli Slunce „tančit“, existují nesrovnalosti ve výrocích svědků . Někteří lidé viděli jen zářivé barvy a jiní, včetně některých věřících, neviděli vůbec nic. O jediné existující fotografii se prokázalo, že pochází z jiného místa světa a je na ní něco jiného. Vědci v té době nepozorovali žádný neobvyklý jev Slunce.
Skeptici nabídli alternativní vysvětlení, která zahrnují psychologickou sugestibilitu svědků, dočasné zkreslení sítnice způsobené zíráním do intenzivního světla Slunce od rána a optické efekty způsobené přírodními meteorologickými jevy. Mohlo se též jednat o působení oblaku stratosférického prachu nebo oblaku prachu ze Sahary.

## Fatimské poselství

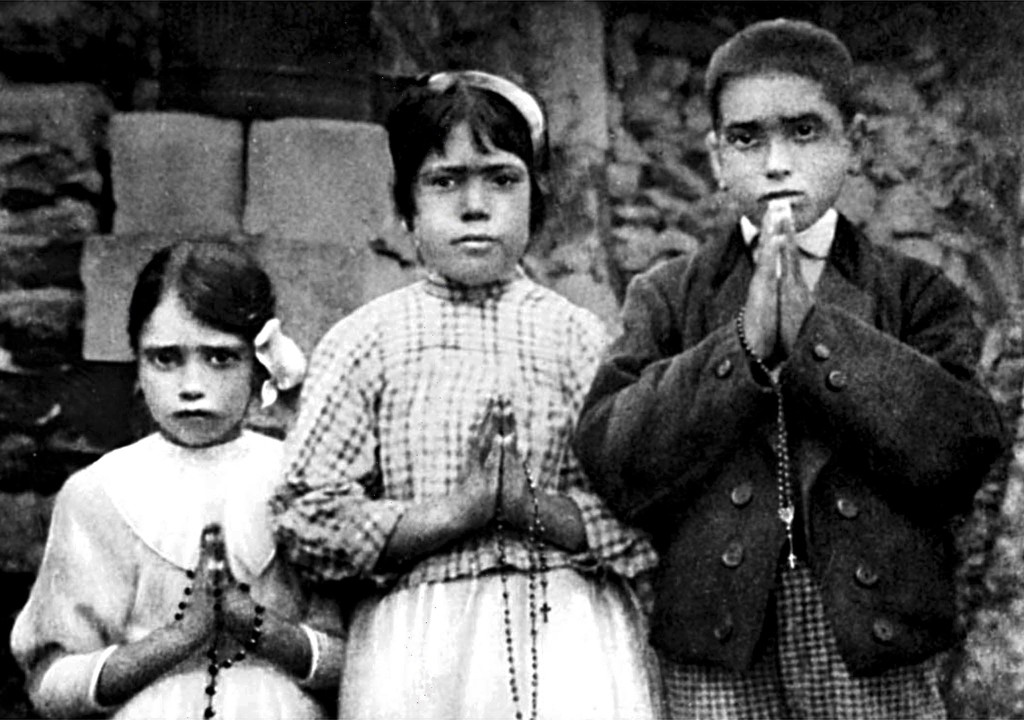
Lucie Santosová (uprostřed) a její sestřenice a bratranec Hyacinta a František Martoovi (1917)

### První tajemství
Prvním tajemstvím svěřeným Pannou Marií dětem bylo vidění pekla, které Lucie vylíčila ve třetím sešitě svých pamětí, sepsaných v roce 1942, takto:
„Naše Paní nám ukázala obrovské ohnivé moře, jakoby pod zemí. Do ohně byli ponořeni démoni a duše v lidské podobě, jako průsvitné žhavé uhlíky, černé nebo lesklé jako bronz, tonoucí v ohni, vyzdvihované do vzduchu plameny vyvrhovanými z vnitřku ohně spolu s velkými mračny kouře a vzápětí padající ze všech stran nazpět jako lehoučké jiskry v obrovském požáru, uprostřed křiku a zoufalého bolestného úpění, které nás naplňovalo hrůzou, až jsme se třásli strachem. Démony bylo možno rozeznat podle jejich hrozného vzezření, podobného odporným neznámým zvířatům, černým a průhledným. Toto vidění trvalo pouze okamžik. Jak jsme byli v té chvíli vděčni naší laskavé nebeské Matce, která nás na to připravila svým slibem v prvním zjevení, že nás vezme do nebe. Jinak myslím, že bychom strachem a hrůzou museli zemřít.“

### Druhé tajemství
Druhé tajemství obsahovalo pokyny Panny Marie, jak zachránit duše před peklem a obrátit svět ke katolické víře a Kristově Církvi:
„Viděli jste peklo, kam jdou duše ubohých hříšníků. K jejich záchraně si Bůh přeje uvést do světa úctu k mému Neposkvrněnému Srdci. Když lidé udělají, co vám říkám, mnoho duší bude zachráněno a nastane pokoj. Válka se chýlí ke konci: jestliže ale lidé nepřestanou urážet Boha, vypukne ještě horší válka během pontifikátu papeže Pia XI. Až spatříte noc ozářenou neznámým světlem, vězte, že je to velké znamení od Boha, že se chystá ztrestat svět za jeho zločiny skrze válku, hladomor a pronásledování Církve a Svatého otce. Aby se to nestalo, přeji si zasvětit Rusko svému Neposkvrněnému Srdci a konat kající svaté přijímání každou první sobotu v měsíci. Jestliže má přání lidé vyplní, Rusko se obrátí a nastane tam mír; pokud ale ne, rozšíří se jeho bludy po celém světě a zapříčiní války a pronásledování Církve. Dobro bude týráno, Svatý otec bude velmi trpět, mnohé národy budou vyhubeny. Nakonec ale mé Neposkvrněné Srdce zvítězí. Svatý otec mi zasvětí Rusko a ono se obrátí, a po celém světě zavládne mír.“

### Třetí tajemství
Zveřejnění třetího tajemství církev dlouho odkládala. Jeho text Kongregace pro nauku víry odtajnila v roce 2000; pod dokumentem je podepsán prefekt kongregace, tehdejší kardinál Joseph Ratzinger.
„Po dvou částech, které jsem již vyložila, jsme uviděli po levici Naši Paní, trochu výše anděla s ohnivým mečem v levé ruce; jiskřil a vyšlehovaly z něho plameny, které jako by měly zapálit svět; avšak vyhasínaly, jakmile se dotkly záře, která vycházela z pravé ruky Naší Paní směrem k němu. Anděl ukázal pravou rukou na zem a silným hlasem řekl: Pokání! Pokání! Pokání! V oslnivém světle, kterým je Bůh, jsme viděli „podobně, jako když se lidé vidí v zrcadle, kolem kterého procházejí“ bíle oblečeného biskupa – „vytušili jsme, že je to Svatý otec“. Další různí biskupové, kněží, řeholníci a řeholnice vystupovali na strmou horu, na jejímž vrcholku byl velký kříž z hrubých kmenů, jako z korkového dubu s kůrou; dříve než sem Svatý otec dospěl, procházel velkým polorozbořeným městem, rozechvělý, s kolísavým krokem, zkroušený bolestí a trýzní se modlil za duše mrtvol, které na cestě potkával; když došel na vrchol hory a padl na kolena u paty velkého kříže, byl zabit skupinou vojáků, kteří na něho vystřelili několik ran z pušek, několik šípů; stejně tak zemřeli jeden za druhým ostatní biskupové i kněží, řeholníci, řeholnice a různé světské osoby, muži i ženy různých tříd a postavení. Pod dvěma rameny kříže stáli dva andělé, každý s křišťálovou nádobou v ruce, zachycovali krev mučedníků a zalévali jí duše, které se přibližovaly k Bohu.“

## Další osudy dětí

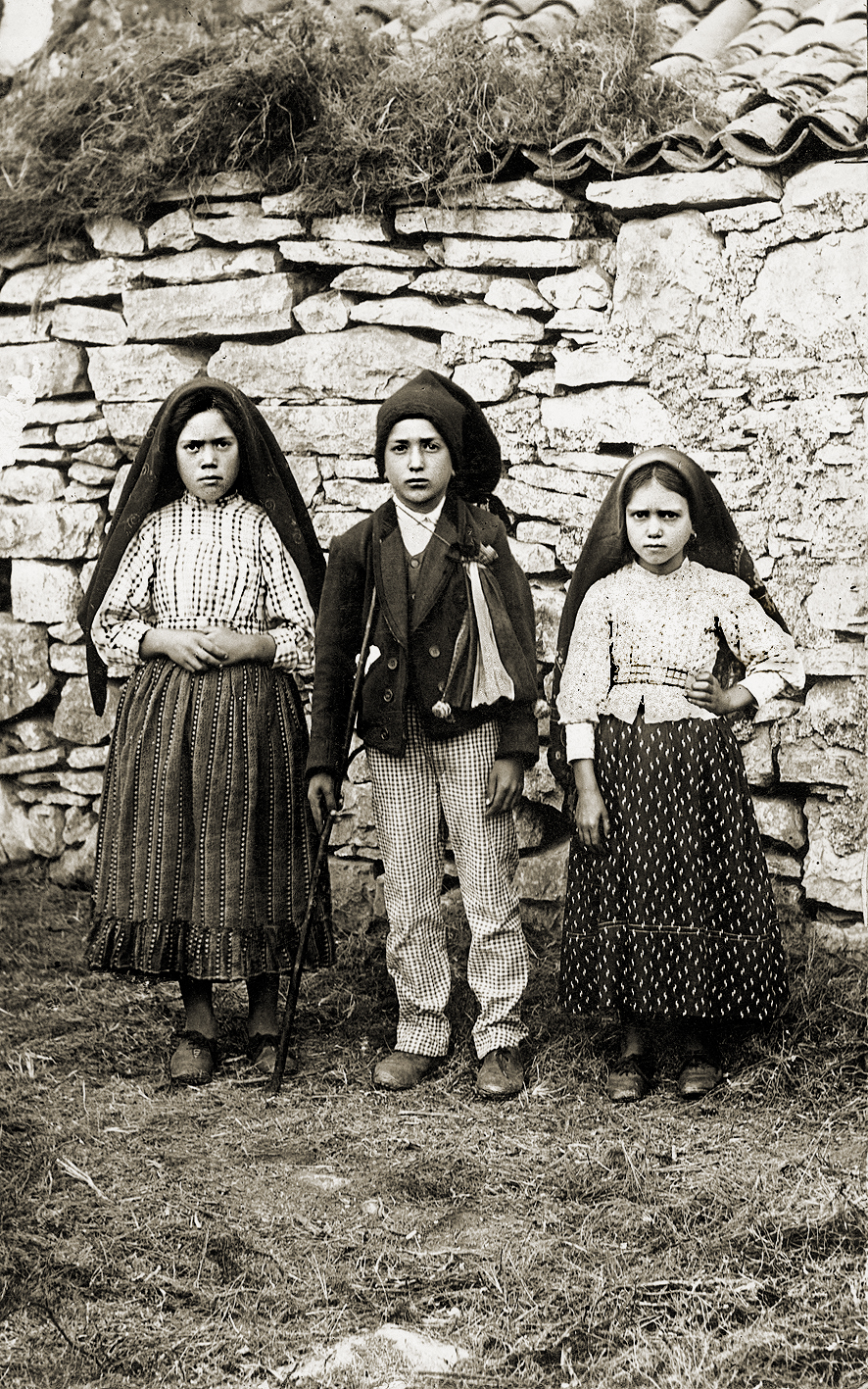
Lucie Santosová (vlevo) a její sestřenice a bratranec svatí Hyacinta a František Martoovi (1917)

### František a Hyacinta
Sourozenci František a Hyacinta se stali oběťmi epidemie španělské chřipky v letech 1919 a 1920. František zemřel ve věku nedožitých 11 let, Hyacinta zemřela krátce před svými 10. narozeninami.
František a Hyacinta byli slavnostně prohlášeni za ctihodné papežem Janem Pavlem II. ve Fatimě dne 13. května 1989. Papež nechal zasadit do korunky sochy Panny Marie Růžencové projektil, který mu lékaři vyjmuli z těla po atentátu v Římě 13. května 1981 (jenž měl být předpovězen 3. fatimským tajemstvím). Jan Pavel II. se do Fatimy vrátil 13. května 2000, aby sourozence blahořečil. Znovu pak místo navštívil papež František, který zde Františka a Hyacintu v sobotu 13. května 2017 za účasti portugalského prezidenta a více než milionu věřících z celého světa (v přímém televizním přenosu) svatořečil. Hyacinta je nejmladší dítě, které bylo kdy blahořečeno (kromě mučedníků) a svatořečeno.
Během druhého zjevení 13. června 1917 předpověděla Panna Maria smrt obou dětí, ačkoli Lucia o tom nikomu neřekla až do roku 1941. Některé zprávy, včetně svědectví matky těchto dětí Olimpie Martoové, uvádějí, že děti nedovedly tuto informaci udržet v tajnosti a vzrušeně mnohokrát předpovídaly svou vlastní smrt před ní i před zvědavými poutníky. Podle záznamu ze 13. června 1941 se tehdy Lucie zeptala Panny Marie, zda všechny tři děti půjdou do nebe, až zemřou. Panna Maria odpověděla: „Ano, brzy si vezmu Františka i Hyacintu, ale ty zůstaneš déle, protože Ježíš si přeje, abys na zemi šířila lásku ke mně. Přeje si také zavést po celém světě úctu k mému Neposkvrněnému Srdci.“ Hyacinta také přesně předpověděla okamžik a podrobné okolnosti své smrti, jak dosvědčila Lucie i nemocniční personál.
Ostatky Hyacinty a Františka byly v roce 1935 a znovu v roce 1951 exhumovány. Oba svatí jsou pochováni v bazilice postavené ve Fatimě.

### Lucie

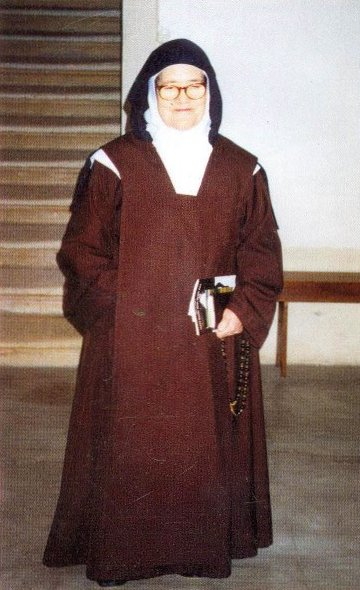
Lucie jako karmelitánská mniška okolo roku 1998

Lucie oznámila nová zjevení Panny Marie v roce 1925 u kláštera sv. Doroty v Pontevedra ve španělské Galicii. Tentokrát sdělila, že byla požádána, aby šířila zprávu o úctě první soboty v měsíci. V následujícím vidění tuto žádost znovu zdůraznil sám Kristus v podobě Dítěte.
Lucie byla v roce 1928 přemístěna do nedalekého kláštera v Tui v Galicii. V roce 1929 oznámila, že se Panna Maria vrátila a opakovala svou žádost o zasvěcení Ruska jejímu Neposkvrněnému Srdci.
Lucie údajně viděla Pannu Marii v soukromí ještě vícekrát v průběhu celého svého života. Nejvýznamnějším bylo zjevení v galicijském Rianju v roce 1931, o kterém sestra Lucie řekla, že ji navštívil Ježíš, naučil ji dvě modlitby a předal jí zprávu určenou pro církevní hierarchii.
V roce 1947 sestra Lucie přestoupila z kláštera sv. Doroty do karmelitánského řádu v klášteře v portugalské Coimbře. Zemřela 13. února 2005 ve věku 97 let. Po její smrti nechal Vatikán, jmenovitě kardinál Joseph Ratzinger (pozdější papež Benedikt XVI., tehdy ještě prefekt Kongregace pro nauku víry), zapečetit její celu. Existují spekulace, že důvodem byla snaha o cenzuru možných dalších odhalení, která byla sestře Lucii svěřena, ale mohlo jít prostě jen o prověření cely v souvislosti s procesem připravovaného Luciina svatořečení.